# Peter Nystedt
Johan Peter Nystedt, född 9 april 1953 i Oscars församling, Stockholm, är en svensk skådespelare.

## Filmografi
| År   | Roll                           | Produktion           | Noter                                      |
| ---- | ------------------------------ | -------------------- | ------------------------------------------ |
| 1985 | Gunnars kollega                | Nya Dagbladet        | TV-serie Avsnitt 9                         |
| 1990 | Medlem i afrikansk solidaritet | Främmande makt       | TV-serie                                   |
| 1994 |                                | Crack of dawn        | Kortfilm                                   |
| 1996 | Polis 8                        | Rederiet             | TV-serie Avsnitt 8:3                       |
| 1997 | Chef 2                         | Daydreams            | Kortfilm                                   |
| 1997 | Rikskrim 1                     | Anna Holt - polis    | TV-serie Avsnitt 1:11                      |
| 1997 | Skådespelare rekonstruktion    | Striptease           | TV-serie Avsnitt Palmemordet: Fyra vittnen |
| 1998 | Gilel Storch                   | Handelsresande i liv | TV-film                                    |
| 1998 | Betjänt på slottet             | Glasblåsarns barn    |                                            |
| 1998 | Läkare Larsson                 | Skilda världar       | TV-serie Säsong 3                          |
| 1999 | Göran Nilsson                  | Insider              | TV-serie                                   |
| 1999 | Psykolog                       | Två som oss          | TV-serie Avsnitt 1                         |
| 2000 | Gunnars kollega                | Soldater i månsken   | TV-serie                                   |
| 2000 | Byggarbetare                   | Naken                |                                            |

## Teater

### Roller
| År   | Roll    | Produktion                         | Regi       | Teater                   |
| ---- | ------- | ---------------------------------- | ---------- | ------------------------ |
| 1988 | Brodern | Din stund på jorden Vilhelm Moberg | Anita Blom | Helsingborgs stadsteater |